# Џироемон Кимура
Џироемон Кимура (јап. 木村次郎右衛門; Кјотанго, 19. април 1897 — Кјотанго, 12. јун 2013) био је јапански суперстогодишњак који је према гинисовој књизи рекорда носио титулу најстаријег живог мушкарца на свету у периоду од 25. септембра 2011. до 12. јуна 2013. године, а затим и титулу најстарије живе особе на свету у периоду од 17. децембра 2012. до 12. јуна 2013. године. Од 28. децембра 2012. године, држи рекорд као најстарији мушкарац у историји, оборивши претходни рекорд Кристијана Мортенсена (1882—1998) од 115 година и 252 дана.

## Биографија
Џироемон Кимура рођен је као Кињиро Мијаке, 19. априла 1897. године, у Кјотангоу, Префектура Кјото, Јапан, као треће дете у породици фармера пиринча и поврћа. Његови родитељи били су Моризо и Фуса Мијаке. Школу је завршио са 14 година као други најбољи ученик у разреду. Радио је у локалним поштама пуних 45 година, почевши од 17-е до пензионисања 1962. године у доби од 65 година. Такође је радио у владиној јединици за комуникацију у Кореји 1920-их. По повратку оженио се својом комшиницом Јае Кимуром. Имали су седморо деце, а пошто породица његове супруге није имала мушког наследника, променио је име у Џироемон Кимура, поставши девети члан породице који је имао то име.
Након пензионисања, радио као фармер, помажући сину у пољопривреди све до своје 90. године. Његова супруга преминула је 1978. године у 74. години живота.
Никада није патио од било какве озбиљне болести. Био је оптимиста и увек весео. Уживао је читајући новине и гледајући сумо рвање и парламентарне дебате на телевизији.
19. априла 2007. године, прославио је свој 110. рођендан, поставши суперстогодишњак.
19. јуна 2009, након смрти 113-годишњег Томоџија Танабеа, постао је најстарији живи мушкарац у Јапану.
25. септембра 2011. године, након смрти 114-годишњег Орасија Челија Мендозе из Перуа, постао је најстарији живи мушкарац на свету.
17. децембра 2012. године, након смрти 115-годишње Дине Манфредини из Сједињених Америчких Држава, постао је најстарија жива особа на свету.
28. децембра 2012. године, у доби од 115 година и 253 дана, премашио је старост Кристијана Мортенсена (1882—1998) од 115 година и 252 дана, поставши званично најстарији мушкарац у историји.
23. маја 2013. године, након смрти 113-годишњег Џејмса Сиснета из Барбадоса, постао је последњи преживели мушкарац рођен у 19. веку.
Џироемон Кимура преминуо је у Кјотангоу, Префектура Кјото, Јапан, природном смрћу месец дана након што је хоспитализован због упале плућа, 12. јуна 2013. године, у доби од 116 година и 54 дана. Иза њега остало је петоро деце, 13 унучади, 25 праунучади и 13 чукунунучади.
Био је последњи преживели мушкарац рођен у 19. веку, а након његове смрти, тада 112-годишњи Салустијано Санчез из Сједињених Америчких Држава, преузео је титулу најстаријег живог мушкарца на свету, а тада 115-годишња Мисао Окава, преузела је титулу најстарије живе особе у Јапану и на свету.